# Karl Wildau
Karl Wildau (* 30. März 1928 in Zieckau) ist ein ehemaliger deutscher Diplomat.

## Leben
Karl Wildau war beruflich über mehrere Jahrzehnte hinweg als Diplomat tätig und vertrat in dieser Funktion die DDR diplomatisch in mehreren Ländern. Von 1968 bis 1969 war er Leiter des Generalkonsulates und damit Generalkonsul der Deutschen Demokratischen Republik in Südjemen und anschließend von 1969 bis 1972 der Botschafter in Südjemen. Von 1975 bis 1980 war er als Botschafter in Zypern tätig. Von November 1988 bis zur Wiedervereinigung im Jahr 1990 war er Botschafter in den Niederlanden. Er wurde seinerzeit als „strammer Kommunist“ beschrieben „der beim Diplomatischen Corps in Den Haag nicht gerade beliebt war“.
Karl Wildau ist mit Erika Honecker (* 1950), der Tochter von Erich Honecker aus dessen zweiter Ehe mit der Politikerin Edith Baumann, verheiratet. Erika Honecker war als langjährige Angestellte im Ministerium für Auswärtige Angelegenheiten der DDR und als Rechtsanwältin tätig. Das Paar hat zwei Töchter.